# November 18.
November 18. az év 322. (szökőévben 323.) napja a Gergely-naptár szerint. Az évből még 43 nap van hátra.
Névnapok: Jenő + Csende, Csendike, Jolán, Jónás, Noé, Odiló, Odó, Ottó, Péter, Pető, Román

## Események
- 1307 – A legenda szerint Tell Vilmos svájci szabadságharcos ezen a napon lelövi fia fejéről az almát.
- 1626 – Felszentelik a római Szent Péter- és Szent Pál-bazilikákat
- 1659 – Bemutatják Molière Kényeskedők c. színművét a párizsi Petit-Bourbon színpadán.
- 1820 – Nathaniel B. Palmer felfedezi az utolsó kontinenst, az Antarktiszt.
- 1902 – Morris Michtom megalkotja a Teddy-beart.
- 1904 – Bemutatják Kacsóh Pongrác János vitéz c. színművét a pesti Király Színházban.
- 1905 – Megszületik az önálló Norvég Királyság.
- 1918 – Megszületik az Oroszországtól független, önálló Lettország.
- 1926 – Jugoszláv–lengyel barátsági szerződés.
- 1928 – Elkészül az első szinkronizált rajzfilm, Walt Disney Steamboat Willie c. filmje, melynek főszereplője Mickey egér (Walt Disney maga szinkronizálta). Egyben ez a nap Mickey Mouse születésnapja is.
- 1935 – Az árvízvédelmi telefonok újbóli összekötéséről, újabb vonalak építéséről köt egyezményt Magyarország és Románia.[1]
- 1956 – Fél órán keresztül hatalmas magyar zászló lobog a New York-i Szabadság szobron.
- 1959 – Bemutatják William Wyler filmjét, a Ben-Hur-t a Loew's Theater-ben (New York).
- 1976 – A spanyol parlament jóváhagyja a demokráciába való átmenetről, a demokrácia megteremtéséről szóló törvényjavaslatot.
- 1976 – Aláírják az első magyar–török hosszú lejáratú gazdasági, műszaki és tudományos együttműködési megállapodást Budapesten.
- 1978 – Guyanában, a venezuelai határ közelében a Népek Temploma (People’s Temple) szekta vezetője Jim Jones több mint kilencszáz hívőjét kényszeríti kollektív öngyilkosságra.
- 1980 – A Magyar Televízió új kulturális műsort indít Stúdió ’80 címmel.
- 1987 - Tűz ütött ki a King’s Cross pályaudvar és metróállomáson mely során 31 ember vesztette az életét, és további 100-an megsérültek.[2][3]
- 1988 – A Malév megkezdi a szovjet géppark cseréjét, bérelt Boeing gépekre.
- 1988 – Székesfehérvárott a KISZ országos értekezlete elhatározza, hogy továbbiakban az MSZMP ifjúsági szervezeteként, de közvetlen pártirányítás nélkül kívánnak működni.
- 1988 – A Pilvax kávéházban újjáalakul a Független Kisgazdapárt, elnöke Pártay Tivadar.
- 1991 – A szerb csapatok által augusztus 26-a óta tartó Vukovár ostroma befejeződik, a várost védő horvátok a várost feladják.
- 1993 – Elfogadják Dél-Afrikában az új alkotmányt, így több, mint 300 évnyi fehér uralom után a feketék is megkapják az alapvető emberi jogokat.
- 2002 – Az Európai Unió tagországainak külügyminiszteri értekezlete 2004. május 1-jét javasolja a 10 tagjelölt ország, köztük Magyarország felvételének időpontjául.
- 2003 – A Becsületrend Tagjainak Kölcsönös Segítő Társaságán belül megalakul a Magyar Tagozat.
- 2004 – Az Európai Bizottság elnöki székét Romano Proditól José Manuel Barroso veszi át.
- 2009 – A Sláger Rádió és a Danubius Rádió utolsó adásnapja.

## Sportesemények
Formula–1
- 2012 –  amerikai nagydíj, Austin - Győztes: Lewis Hamilton  (McLaren-Mercedes)

## Születések
- 1647 – Pierre Bayle francia író, filozófus († 1706)
- 1768 – Zacharias Werner német költő († 1823)
- 1783 – Perényi Zsigmond magyar politikus, a főrendiház másodelnöke, az 1848–49-es szabadságharc vértanúja († 1849)
- 1785 – Sir David Wilkie skót festő- és képzőművész († 1841)
- 1786 – Carl Maria von Weber német zeneszerző († 1826)
- 1787 – Louis Daguerre francia díszlettervező, a fényképészet úttörője, a daguerreotípia feltalálója († 1851)
- 1799 – Keczkés Károly magyar vízépítő mérnök, a Tisza feltérképezésének úttörője († 1856).
- 1804 – Klauzál Gábor magyar politikus, a Batthyány-kormány minisztere († 1866)
- 1824 – Jendrassik Jenő fiziológus, biofizikus, az MTA tagja († 1891)
- 1825 – Lévay József magyar költő, műfordító († 1918)
- 1828 – John Langdon Down brit orvos, a Down-szindróma névadója († 1896)
- 1861 – Komáromy András történész, levéltáros, az MTA tagja († 1931)
- 1881 – Rátkai Márton Kossuth-díjas magyar színész († 1951)
- 1886 – Münnich Ferenc magyar kommunista politikus, belügyminiszter, a Minisztertanács elnöke († 1967)
- 1886 – Vendl Aladár, magyar geológus, petrográfus, az MTA rendes tagja († 1971)
- 1889 – Tildy Zoltán magyar lelkész, politikus, miniszterelnök, majd köztársasági elnök († 1961)
- 1890 – Indig Ottó magyar író, drámaíró, újságíró († 1969)
- 1897 – Lord Patrick Blackett, fizikai Nobel-díjas angol fizikus († 1974)
- 1897 – Haraszti Sándor magyar újságíró, politikus († 1982)
- 1901 – George Gallup amerikai statisztikus, a közvélemény-kutatás úttörője († 1984)
- 1906 – Klaus Mann német író († 1949)
- 1912 – Ted Duncan (Teddy Duncan) amerikai autóversenyző († 1963)
- 1913 – Rozsda Endre magyar születésű szürrealista festőművész († 1999)
- 1916 – Amelita Galli-Curci olasz születésű amerikai opera-énekesnő († 1963)
- 1917 – Bob Anse brit autóversenyző († 2004)
- 1920 – Mustafa Khalil egyiptomi politikus, kormányfő († 2008)
- 1923 – Alan Shepard az első amerikai űrhajós († 1998)
- 1925 – Farkas Gizella tízszeres világbajnok asztaliteniszező († 1996)
- 1925 – Vavrinecz Béla magyar zeneszerző, karmester, zenei vezető († 2004)
- 1927 – Viola József magyar költő, író, műfordító († 2013)
- 1930 – Maróti Lajos József Attila-díjas magyar költő, író († 1982)
- 1930 – Miszlay István Jászai Mari-díjas magyar rendező, színházigazgató, színházalapító, érdemes művész. († 2005)
- 1932 – Nasif Estéfano argentin autóversenyző († 1973)
- 1939 – Margaret Atwood kanadai író, költő, műkritikus, feminista aktivista
- 1939 – Amanda Lear francia énekesnő
- 1941 – David Hemmings angol színész (Michelangelo Antonioni: „Nagyítás”), filmrendező († 2003)
- 1943 – Káldi Nóra Jászai Mari-díjas magyar színművésznő († 1993)
- 1946 – Jack N. Green amerikai operatőr
- 1949 – G. Mezei Mária magyar rádió- és televízióbemondó, műsorvezető
- 1953 – Alan Moore angol író, képregényíró
- 1960 – Kim Wilde angol popénekesnő
- 1960 – Elizabeth Perkins amerikai színésznő
- 1962 – Jeff Ward amerikai dobos († 1993)
- 1962 – Kirk Hammett a Metallica gitárosa
- 1968 – Owen Wilson amerikai színész és forgatókönyvíró
- 1971 – Jäkl Antal magyar labdarúgó
- 1972 – Róbert Gábor magyar színész
- 1974 – Chloë Sevigny amerikai színésznő
- 1974 – Horváth Réka magyar színésznő
- 1976 – Dominic Armato amerikai szinkronszínész
- 1976 – Shagrath a norvég „Dimmu Borgir” énekese
- 1978 – Andris Nelsons lett karmester
- 1983 – Ilja Medvegyev, orosz úszó
- 1984 – Dominik Meichtry svájci úszó
- 1985 – Tim Sheehy amerikai politikus, katona, üzletember
- 1986 – Erik Bukowski német vízilabdázó
- 1987 – Jake Abel amerikai színész

## Halálozások
- 1664 – Gróf Zrínyi Miklós magyar költő, hadvezér (* 1620)
- 1807 – Bruckenthal Péter Károly magyar hivatalnok (* 1753)
- 1815 – Clemens András magyar evangélikus lelkész (* 1742)
- 1827 – Wilhelm Hauff német író, meseíró, a Biedermeier korszak alakja (* 1802)
- 1875 – Hertelendy Kálmán, Zala vármegye főispánja (* 1820)
- 1884 – Bloksay István magyar királyi közjegyző (* 1826)
- 1886 – Chester A. Arthur, az Amerikai Egyesült Államok 21. elnöke, hivatalban 1881–1885-ig (* 1829)
- 1887 – Gustav Fechner német fizikus és természetfilozófus, a pánpszichizmus (világlélek) világnézet egyik legfontosabb képviselője (* 1801)
- 1893 – Charles Force Deems amerikai egyházi személy (* 1820)
- 1896 – Hazslinszky Frigyes Ákos botanikus, mikológus, az MTA tagja (* 1818)
- 1897 – Lechner Lajos magyar építészmérnök, az 1879-es árvíz által elpusztított Szeged városa Lechner tervei alapján épült újjá (* 1833)
- 1920 – Matthías Jochumsson izlandi költő, író, műfordító, az izlandi himnusz szövegírója (* 1835)
- 1922 – Marcel Proust francia író (* 1871)
- 1929 – Kunfi Zsigmond (er. Kohn) magyar tanár, szociáldemokrata politikus, miniszter, népbiztos (* 1879)
- 1941 – Walther Hermann Nernst német fizikokémikus (* 1864)
- 1945 – Lugosi Döme magyar író (* 1888)
- 1952 – Paul Éluard (eredeti neve Eugéne Emile Paul Grindel) francia költő (* 1895)
- 1962 – Niels Bohr Fizikai Nobel-díjas dán fizikus (* 1885)
- 1966 – Tardos Béla magyar Erkel Ferenc-díjas zeneszerző (* 1910)
- 1976 – Man Ray (Emmanuel Radnitzky) modernista amerikai művész, divat- és portréfényképész, a dadaizmus és a szürrealizmus, avantgárd fotográfia képviselője (* 1890)
- 1977 – Kurt Schuschnigg, volt osztrák szövetségi kancellár (* 1897)
- 1980 – Makláry János magyar színész, érdemes művész (* 1907)
- 1984 – Kucs Béla Munkácsy Mihály-díjas magyar szobrászművész (* 1925)
- 1986 – Bárdos Lajos Kossuth-, Erkel Ferenc- és Bartók Béla–Pásztory Ditta-díjas magyar zeneszerző, karnagy (* 1899)
- 1991 – Gustáv Husák szlovák kommunista politikus, 1975 és 1989 között Csehszlovákia államfője (* 1913)
- 1994 – Cab Calloway amerikai dzsesszénekes, zenekarvezető, filmszínész (* 1907)
- 2002 – James Coburn Oscar-díjas amerikai színész (* 1928)
- 2020 – Benkő László Kossuth- és Liszt Ferenc-díjas magyar zenész, billentyűs, zeneszerző, (Omega) (* 1943)
- 2023 – Csomós Mari Kossuth- és Jászai Mari-díjas magyar színésznő, érdemes művész, a nemzet színésze (* 1943)

## Nemzeti ünnepek, emléknapok, világnapok
→Sablonvita:Ünnepek/11-18:
- A római Szent Péter- és Szent Pál-bazilikák felszentelésének emléknapja[4]
- a függetlenség napja Lettországban (az Orosz Birodalomtól  való függetlenség 1918-as kikiáltásának emléknapja)[5]
- Marokkó nemzeti ünnepe, a függetlenség 1956-os kikiáltásának napján[6][7]
- Omán nemzeti ünnepe Kábúsz szultán születésnapján[5]